# Economia del Brasile

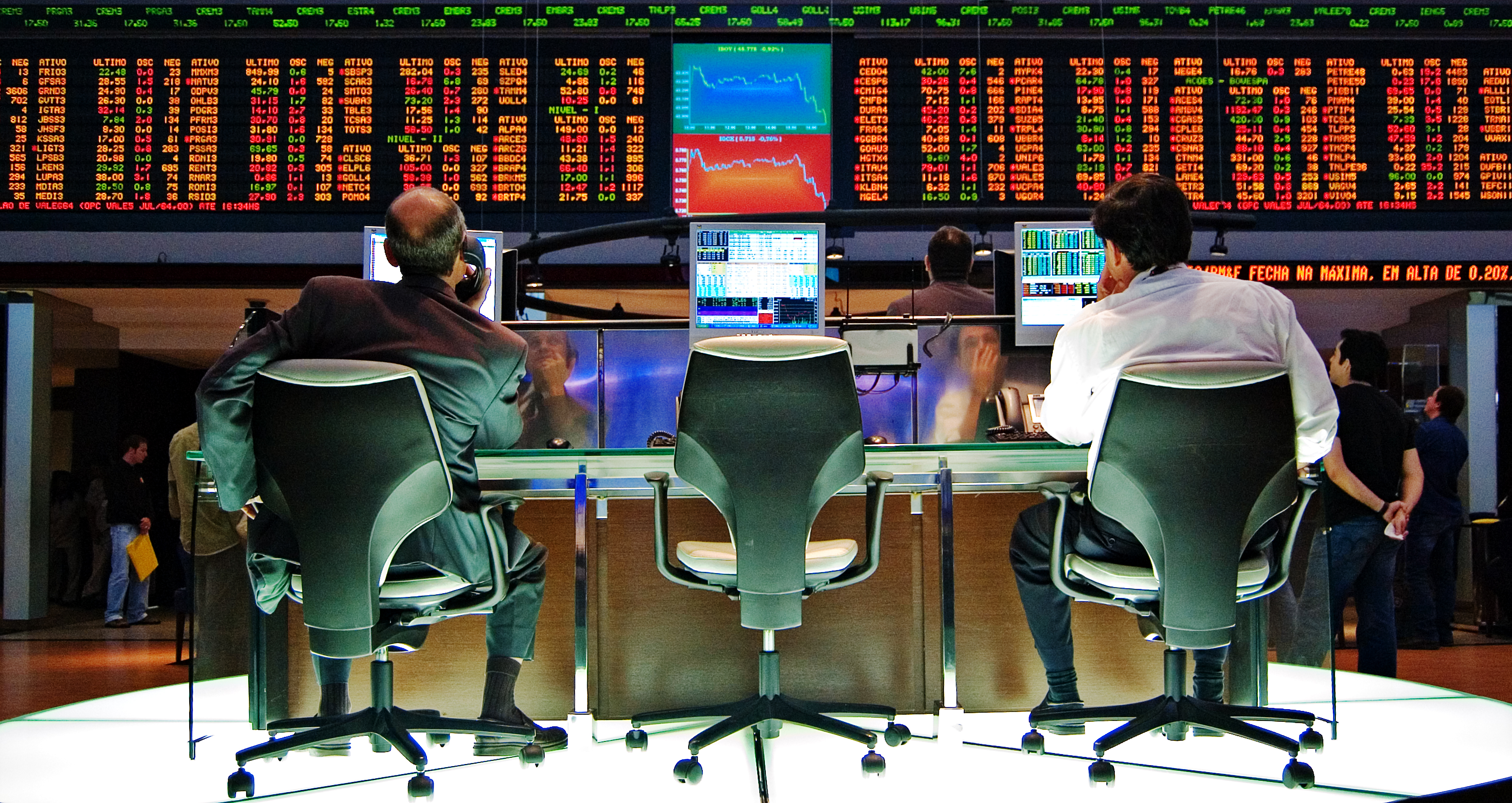
Borsa di San Paolo

L'economia del Brasile, con un prodotto interno lordo (nominale) di 690000miliardi di dollari USA, occupa l'8º posto tra le economie mondiali maggiori.
Tra i punti di forza vi è l'industria nazionale, assai sviluppata, che assicura al paese una posizione dominante nel continente. Immense le risorse agricole e zootecniche (soia, mais, caffè, canna da zucchero, arancia, cotone, tabacco, ananas, cacao, anacardi, manzo, carne di pollo). Ampi giacimenti d'oro, minerale di ferro, manganese, bauxite, stagno, niobio e di nichel. È uno dei più importanti produttori di acciaio e petrolio.
Nel 2017, il Brasile è il terzo paese più diseguale dell’America Latina dopo l’Honduras e la Colombia.

## Risorse

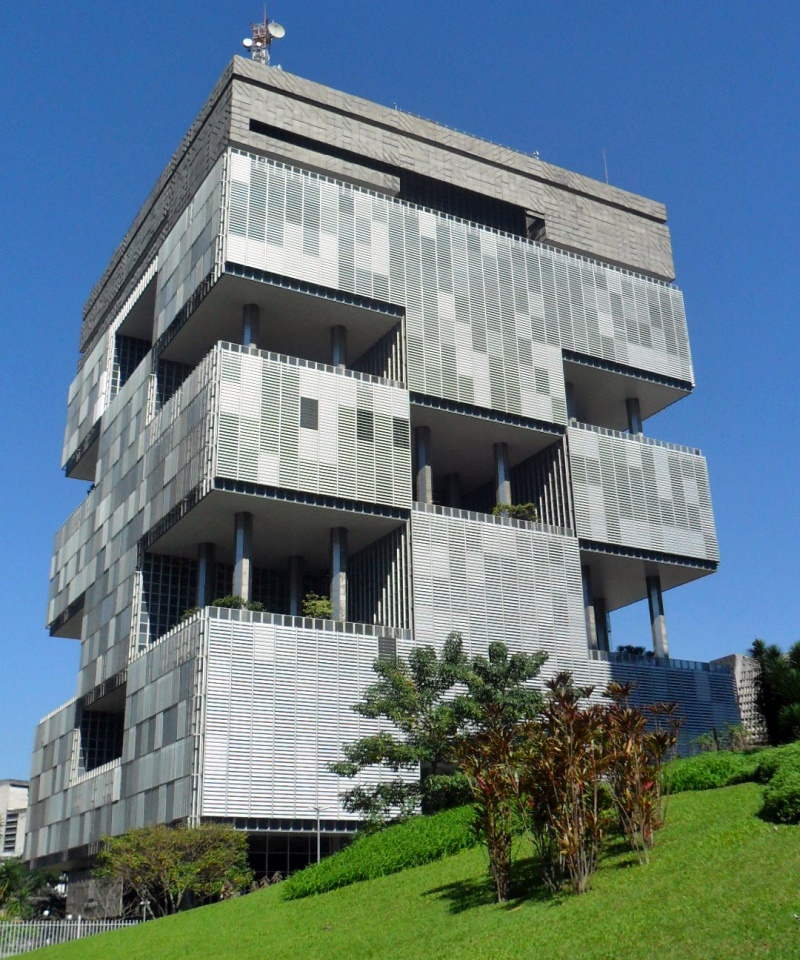
Sede di Petrobras a Rio de Janeiro

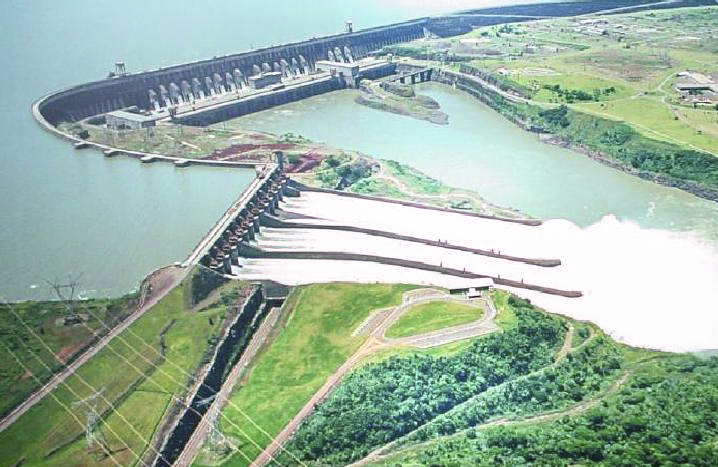
Diga di Itaipú a Paraná.

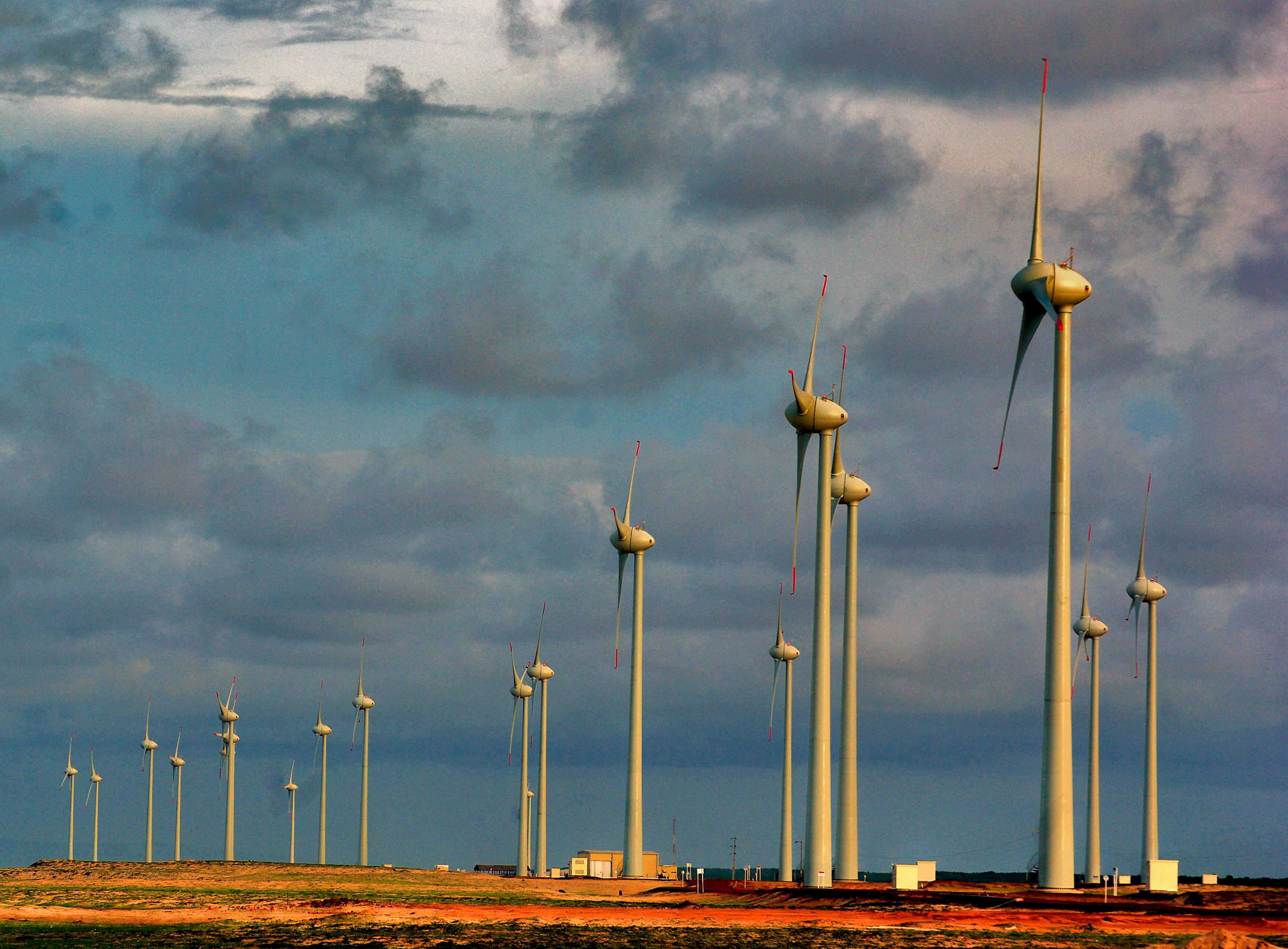
Parco eolico a Parnaíba, Piauí

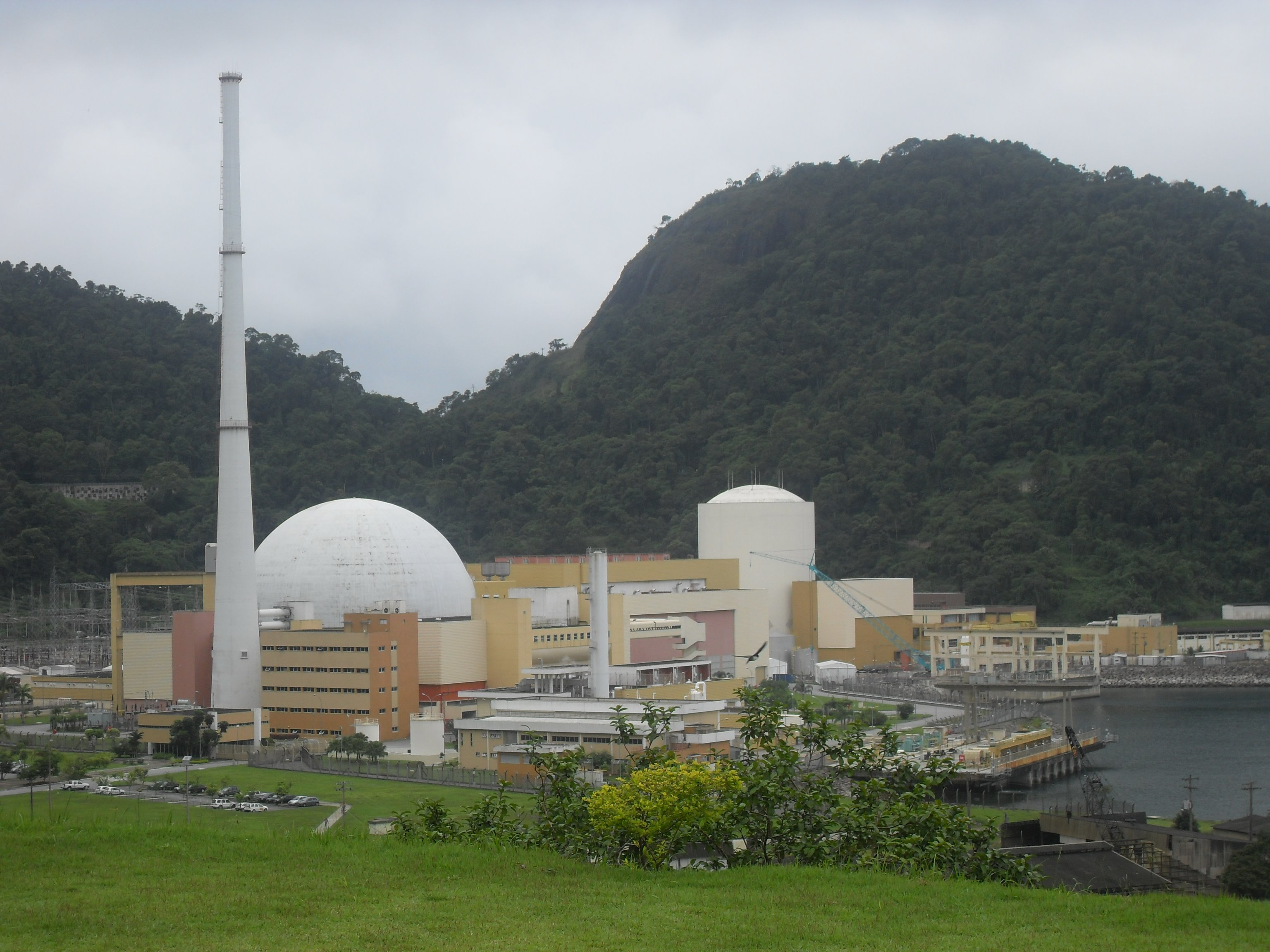
Centrale nucleare di Angra a Angra dos Reis, Rio de Janeiro

- Produzione di elettricità: 620.100 GWh (2020) - 7a più grande al mondo[2]
- Energia elettrica installata: 181,5 GW (2021)[3]
- Pesca: 390.000 tonnellate.
- Petrolio: 3 milioni di barili/giorno (2021) - 7a più grande al mondo[4]
- Allevamento: pollo 242,7 milioni, bovini 214,8 milioni, suini 41,1 milioni, pecore 17,9 milioni, capre 9,5 milioni, bufalo 1,3 milioni.
- Minerali: ferro, manganese, bauxite, oro, rame, niobio, nichel, stagno, diamanti, petrolio, carbone.

La caratteristica principale della matrice energetica brasiliana è che è molto più rinnovabile di quella globale. Mentre nel 2019 la matrice mondiale era composta solo per il 14% da energie rinnovabili, il Brasile vedeva una quota al 45%. Petrolio e prodotti petroliferi costituiscono il 34,3% della matrice; derivati della canna da zucchero, 18%; energia idraulica, 12,4%; gas naturale, 12,2%; legna da ardere e carbone, 8,8%; energie rinnovabili varie, 7%; carbone minerale, 5,3%; nucleare, 1,4% e altre energie non rinnovabili, 0,6%.
Nella matrice dell'energia elettrica, la differenza tra il Brasile e il mondo è ancora maggiore: mentre il mondo aveva solo il 25% di energia elettrica rinnovabile nel 2019, il Brasile ne aveva l'83%. La matrice elettrica brasiliana è composta da: energia idraulica, 64,9%; biomassa, 8,4%; energia eolica, 8,6%; energia solare, 1%; gas naturale, 9,3%; prodotti petroliferi, 2%; nucleare, 2,5%; carbone e derivati, 3,3%.
A gennaio 2020, la produzione di petrolio e gas naturale in Brasile ha superato i 4 milioni di barili di petrolio equivalente al giorno. Il paese ha prodotto 3,168 milioni di barili al giorno di petrolio e 138,753 milioni di metri cubi al giorno di gas naturale. Nel 2019, il Brasile è stato l'ottavo più grande produttore di petrolio al mondo. Nel 2019, Rio de Janeiro è stato il più grande produttore di petrolio e gas naturale in Brasile, con il 71% del volume totale prodotto. San Paolo è al secondo posto, con una quota dell'11,5% nella produzione totale.
Il Brasile ospita due dei 20 maggiori impianti di produzione di energia al mondo, entrambi idroelettrici: la diga di Itaipú e la diga di Tucuruí.
Il Brasile è il terzo produttore di energia idroelettrica al mondo dopo Cina e Canada. Nel 2019 il Brasile aveva in funzione 217 impianti idroelettrici, con una capacità installata di 98.581 MW, il 60,16% della produzione energetica del Paese. Nella produzione totale di elettricità, nel 2019 il Brasile ha raggiunto 170.000 megawatt di capacità installata, oltre il 75% da fonti rinnovabili (la maggior parte, impianti idroelettrici). Il Brasile è uno dei 5 maggiori produttori di energia idroelettrica al mondo (2º posto nel 2017).
Nel 2013 il Sudest ha utilizzato circa il 50% del carico del Sistema Integrato Nazionale (SIN), essendo la principale regione consumatrice di energia del Paese. La capacità di generazione di elettricità installata nella regione è stata di quasi 42.500 MW, che rappresentava circa un terzo della capacità di generazione del Brasile. La generazione idroelettrica ha rappresentato il 58% della capacità installata nella regione, con il restante 42% sostanzialmente corrispondente alla generazione termoelettrica. San Paolo rappresentava il 40% di questa capacità; Minas Gerais di circa il 25%; Rio de Janeiro del 13,3%; e Espírito Santo per il resto. La regione meridionale ha la Diga di Itaipú, che è stata per diversi anni la più grande centrale idroelettrica del mondo, fino all'inaugurazione della Diga delle Tre Gole in Cina. Rimane la seconda centrale idroelettrica operativa più grande del mondo. Il Brasile è co-proprietario della diga di Itaipu con il Paraguay: la diga si trova sul fiume Paraná, al confine tra i paesi. Ha una capacità di generazione installata di 14 GW da 20 unità di generazione da 700 MW ciascuna. Il Brasile settentrionale ha grandi impianti idroelettrici come Diga di Belo Monte e Diga di Tucuruí, che producono gran parte dell'energia nazionale. Il potenziale idroelettrico del Brasile non è stato ancora completamente esplorato, quindi il paese ha ancora la capacità di costruire diversi impianti di energia rinnovabile nel suo territorio.
Il potenziale di risorsa eolica lorda del Brasile è stato stimato, nel 2019, in circa 522 GW (questo, solo a terra), energia sufficiente per soddisfare tre volte la domanda attuale del paese. A luglio 2022, secondo ONS, la capacità installata totale era di 22 GW, con un fattore di capacità medio del 58%. Mentre la media mondiale dei fattori di capacità di produzione eolica è del 24,7%, ci sono aree nel nord del Brasile, specialmente nello Stato di "Bahia", dove si possono trovare parchi eolici con fattori di capacità media superiori al 60%. Il Brasile è infatti il paese con il miglior fattore di capacità eolica media. Nel 2019 l'energia eolica rappresentava il 9% dell'energia generata nel Paese. Nel 2021 il Brasile è stato il 7º Paese al mondo per potenza eolica installata (21 GW) e il 4° produttore mondiale di energia eolica (72 TWh), dietro solo a Cina, USA e Germania.
L'energia nucleare rappresenta circa il 4% dell'elettricità del Brasile. Il monopolio della generazione di energia nucleare è di proprietà di Eletronuclear (Eletrobrás Eletronuclear S/A), una consociata interamente controllata di Eletrobrás. L'energia nucleare è prodotta da due reattori ad Angra. Si trova presso il Central Nuclear Almirante Álvaro Alberto (CNAAA) sulla Praia de Itaorna ad Angra dos Reis, Rio de Janeiro. Consiste di due reattori ad acqua pressurizzata, Angra I, con una capacità di 657 MW, collegati alla rete elettrica nel 1982, e Angra II, con una capacità di 1.350 MW, collegati nel 2000. Un terzo reattore, Angra III, con una potenza prevista di 1.350 MW.
A ottobre 2022, secondo ONS, la capacità totale installata del solare fotovoltaico era di 21 GW, con un fattore di capacità medio del 23%.Alcuni degli Stati brasiliani più irradiati sono MG ("Minas Gerais"), BA ("Bahia") e GO (Goiás), che hanno effettivamente record a livello mondiale di irradiazione. Nel 2019, l'energia solare rappresentava l'1,27% dell'energia generata nel paese. Nel 2021, il Brasile è stato il 14º Paese al mondo in termini di energia solare installata (13 GW) e l'11° produttore di energia solare al mondo (16,8 TWh).
Nel 2020, il Brasile è stato il secondo Paese al mondo per produzione di energia attraverso biomassa (produzione di energia da biocombustibili solidi e rifiuti rinnovabili), con 15,2 GW installati.

## Agricoltura

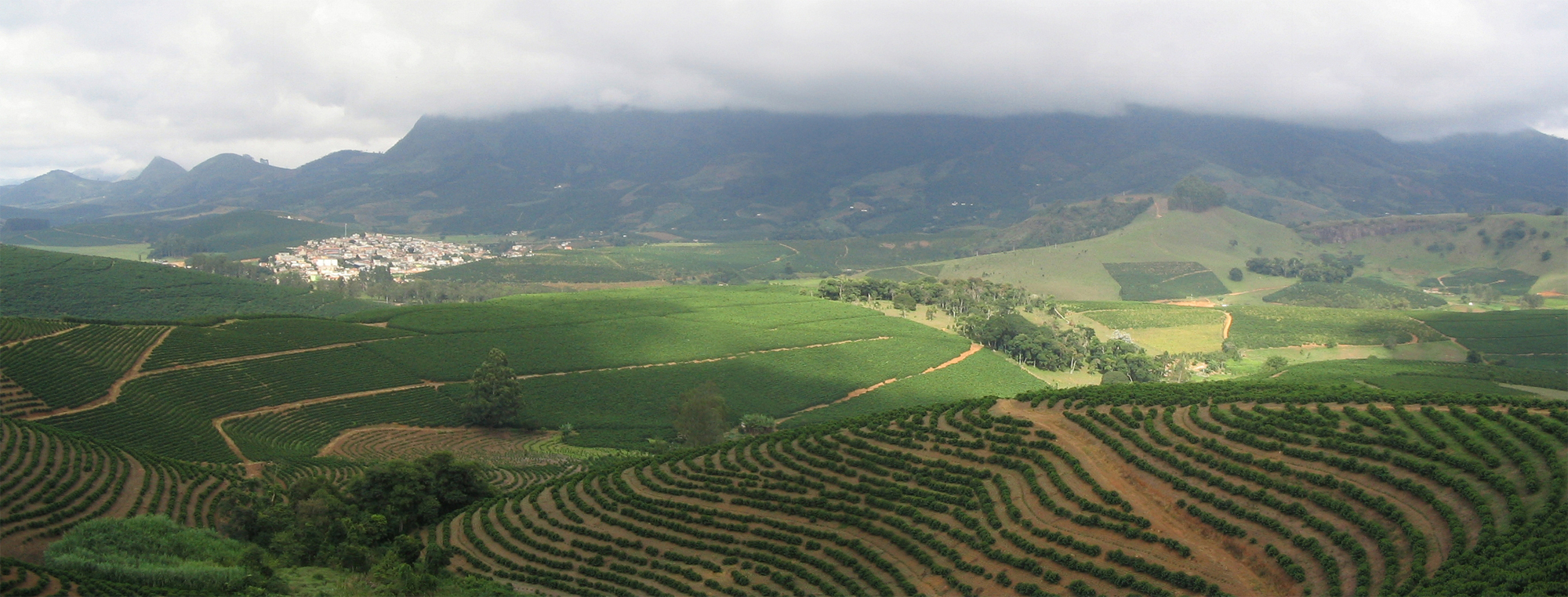
Piantagione di caffè nel Minas Gerais.

Nel 2017 l'agricoltura ha occupato solo l'8% del territorio nazionale. L'agricoltura è stata responsabile di circa il 5% del risultato del PIL totale del Brasile nel 2019, poiché considera solo ciò che viene prodotto all'interno delle aziende agricole. Nel 2019, il settore ha spostato R $ 322 miliardi su un totale di R $ 7,3 trilioni. Se si tiene conto della partecipazione delle agroindustrie (come i macelli) e del settore dei servizi dell'attività (come il trasporto merci), l'agroalimentare nel suo complesso rappresenta almeno il 20% del PIL brasiliano.
Il Brasile è il maggior produttore mondiale di canna da zucchero, soia, caffè, arancio, guaraná, açaí e Noce del Brasile; è uno dei primi 5 produttori di mais, papaya, tabacco, ananas, banana, cotone, fagioli, cocco, anguria e limone; è uno dei primi 10 produttori mondiali di cacao, anacardio, avocado, mandarino, cachi, mango, guava, riso, sorgo e pomodoro; ed è uno dei primi 15 produttori mondiali di uva, mela, melone, arachide, fico, pesco, cipolla, olio di palma e gomma naturale.
Nel 2019, il Brasile è stato il più grande produttore mondiale di canna da zucchero, soia, caffè e arancia, il secondo produttore di papaya, il terzo produttore di mais, tabacco ·  e ananas, il quarto produttore di cotone e cassava, il quinto produttore di cocco e limone, il sesto produttore di cacao e avocado, 9 ° produttore di riso, 10 ° produttore di pomodoro e 11 ° produttore di uva e mela · . Il paese è anche un grande produttore di banana · , ma quasi tutta la produzione è destinata al consumo interno. Infine, il Brasile produce anche grandi quantità di fagioli · , arachidi, patata · , carota, anacardi, mandarino, cachi, fragola, guaranà, guava, açaí, Noce del Brasile · , yerba mate, tra gli altri. La canna da zucchero viene utilizzata per la produzione di zucchero ma anche per l'etanolo, che viene utilizzato per gestire una flotta di veicoli (il settore dell'etanolo è un biocarburante).

## Allevamento

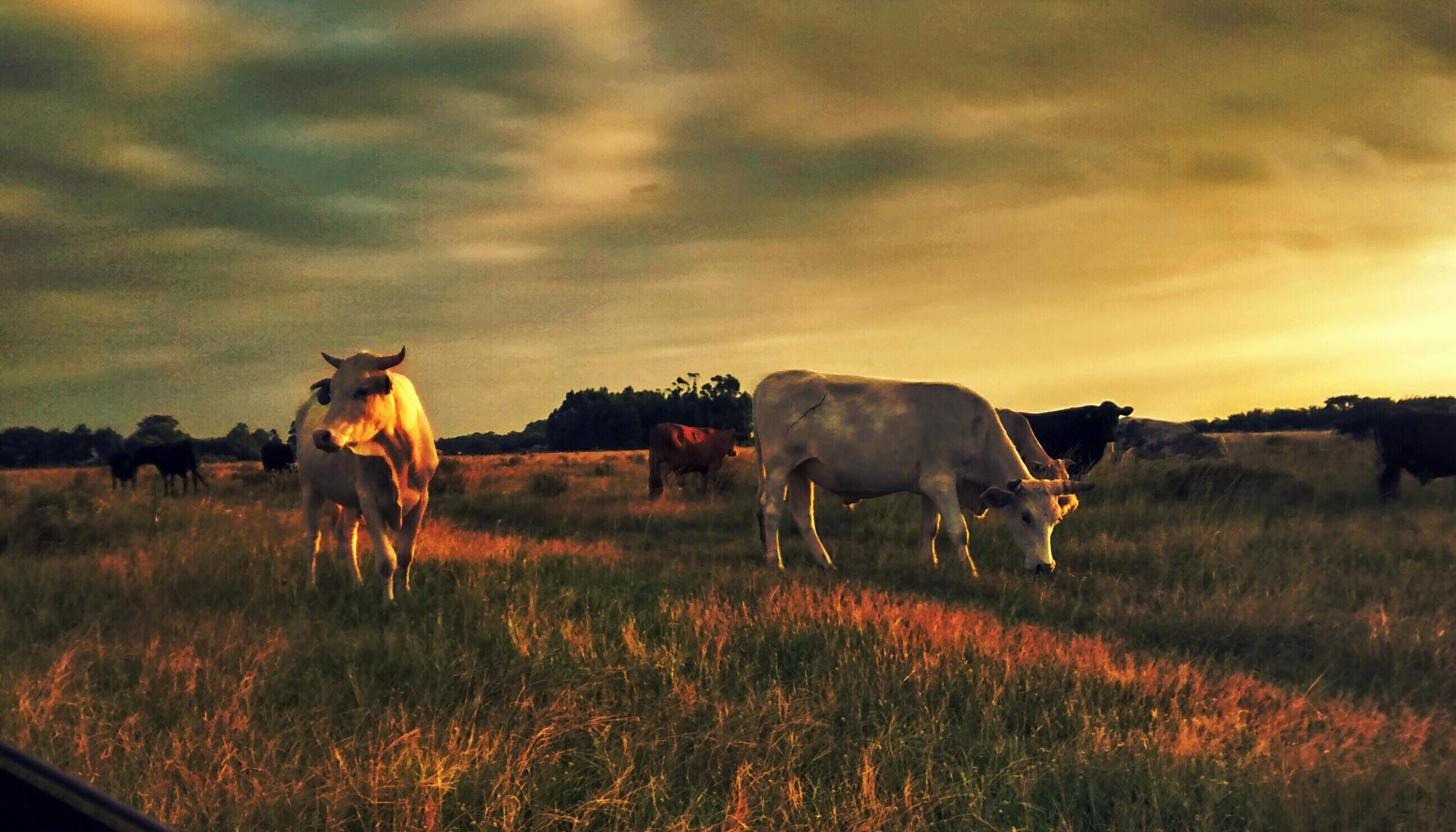
Bestiame a Rio Grande do Sul

Il 19,7% del suolo è utilizzato per l'allevamento.
Nel 2017, gli stormi in Brasile erano del seguente ordine: 1.425.699.944 da uccelli, con 242.767.457 da pollo e 15.473.981 da quaglie; 214.899.796 di bovini, 41.099.460 di suini, 17.976.367 di pecore, 9.592.079 di capre e 1.381.395 di bufalo, oltre a 5.501.872 equini.
Nella produzione di proteine animali, il Brasile è oggi uno dei paesi più grandi al mondo. Nel 2019, il paese è stato il più grande esportatore mondiale di carne pollo. È stato anche il secondo più grande produttore di carne manzo, il terzo produttore mondiale di latte, il quarto produttore mondiale di carne maiale e il settimo produttore di uovo nel mondo.

## Risorse minerarie

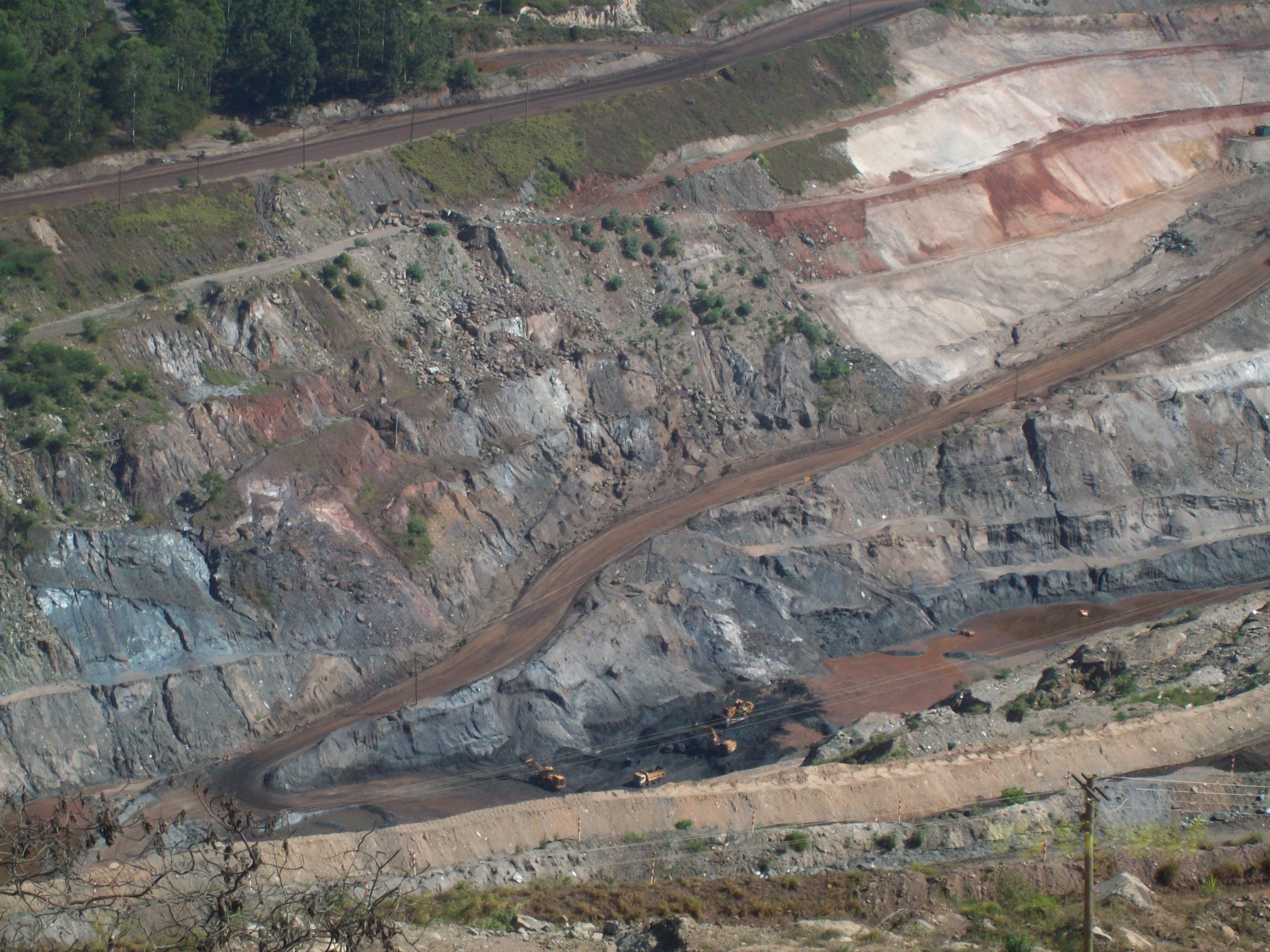
Miniera di ferro a Itabira

Nel settore minerario, il Brasile si distingue per l'estrazione di minerale di ferro (dove è il secondo esportatore mondiale), rame, oro, bauxite (uno dei 5 maggiori produttori al mondo), manganese (uno dei 5 maggiori produttori al mondo), Stagno (uno dei maggiori produttori al mondo), niobio (concentra il 98% delle riserve noto al mondo) e nichel. Per quanto riguarda le pietre preziose, il Brasile è il maggior produttore mondiale di ametista, topazio, agata e uno dei principali produttori di tormalina, smeraldo, acquamarina e granato.
Santa Catarina è il più grande produttore di carbone del Brasile, principalmente nella città di Criciúma e dintorni. La produzione di carbone minerale grezzo in Brasile è stata di 13,6 milioni di tonnellate nel 2007. Santa Catarina ha prodotto 8,7 Mt (milioni di tonnellate); Rio Grande do Sul, 4,5 Mt e Paraná, 0.4 Mt. Nonostante l'estrazione di carbone minerale in Brasile, il paese deve ancora importare circa il 50% del carbone consumato, poiché il carbone prodotto nel paese è di bassa qualità, poiché ha una concentrazione di carbonio inferiore.

## Industria

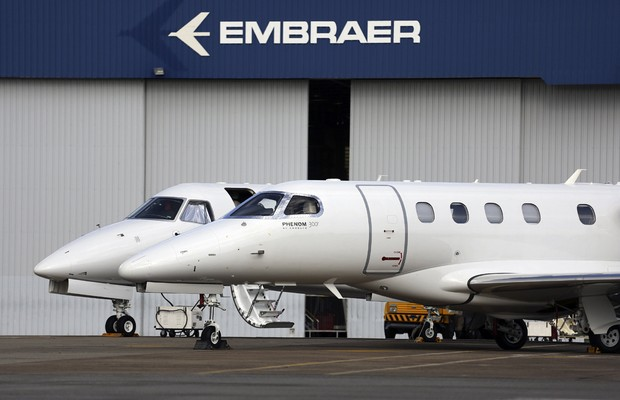
Sede di Embraer a São José dos Campos

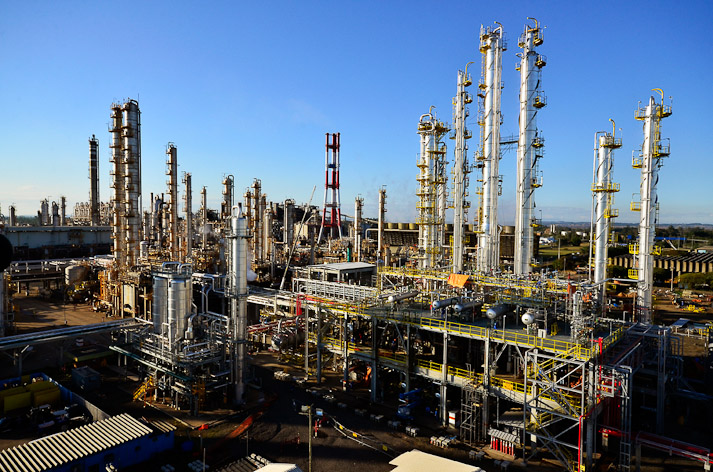
Braskem, la più grande industria chimica del Brasile

In Brasile l'industria si è sviluppata solo dalla seconda metà del XX secolo. Tuttavia la sua crescita è stata rapida, e le produzioni si sono molto diversificate. Sostenuta anche da capitali stranieri e presente soprattutto a San Paolo e Belo Horizonte, vede la prevalenza dei settori metallurgico, chimico, tessile, alimentare e dei più recenti comparti meccanico (automobili, aerospazio) ed elettronico (radiotecnica, microelettronica).
Nel 2019, il settore secondario, che comprende plastica, cibo, bevande, metallurgia, industria tessile, tra gli altri, rappresentava solo l'11% dell'attività economica del Brasile. Due decenni fa, l'attività rappresentava più del 15% del PIL. Nel 1970 la quota era del 21,4%. L'industria brasiliana è una di quelle che hanno mostrato il maggior declino al mondo in quasi 50 anni. La deindustrializzazione dell'economia brasiliana è molto particolare ed è avvenuta molto presto, poiché è normale che l'industria perda spazio quando il reddito pro capite delle famiglie inizia a crescere, poiché consumano più servizi e meno beni, tuttavia In Brasile non è stato raggiunto un reddito pro capite elevato e il paese non è stato sufficientemente arricchito per consentire una migrazione così rapida della struttura produttiva. Con ciò, il paese è stagnante. La stagnazione del settore spiega in parte la lenta ripresa del mercato del lavoro nel Paese. Secondo gli esperti, la soluzione al problema sarebbero più meccanismi di finanziamento, risolvendo i colli di bottiglia nelle infrastrutture nazionali e nel sistema fiscale per sfruttare nuovamente il settore e rendere il Brasile più competitivo. Il Brasile è il nono parco industriale al mondo.
Il Brasile è il leader industriale in America Latina. In industria alimentare, nel 2019, il Brasile è stato il secondo esportatore mondiale di alimenti trasformati. Nel 2016, il paese è stato il 2 ° produttore di cellulosa al mondo e l'8 ° produttore di carta. In industria di scarpa, nel 2019, il Brasile si è classificato al 4 ° posto tra i produttori mondiali. Nel 2019, il paese è stato l'8 ° produttore di veicoli e il 9 ° produttore di acciaio nel mondo. Nel 2018, industria chimica del Brasile si è classificata all'8 ° posto nel mondo. In Industria tessile, il Brasile, sebbene nel 2013 fosse tra i 5 maggiori produttori mondiali, è poco integrato nel commercio mondiale. Nel settore dell'aviazione, il Brasile ha Embraer, il terzo produttore di aeromobili al mondo, dietro solo Boeing e Airbus.

## Settore Terziario

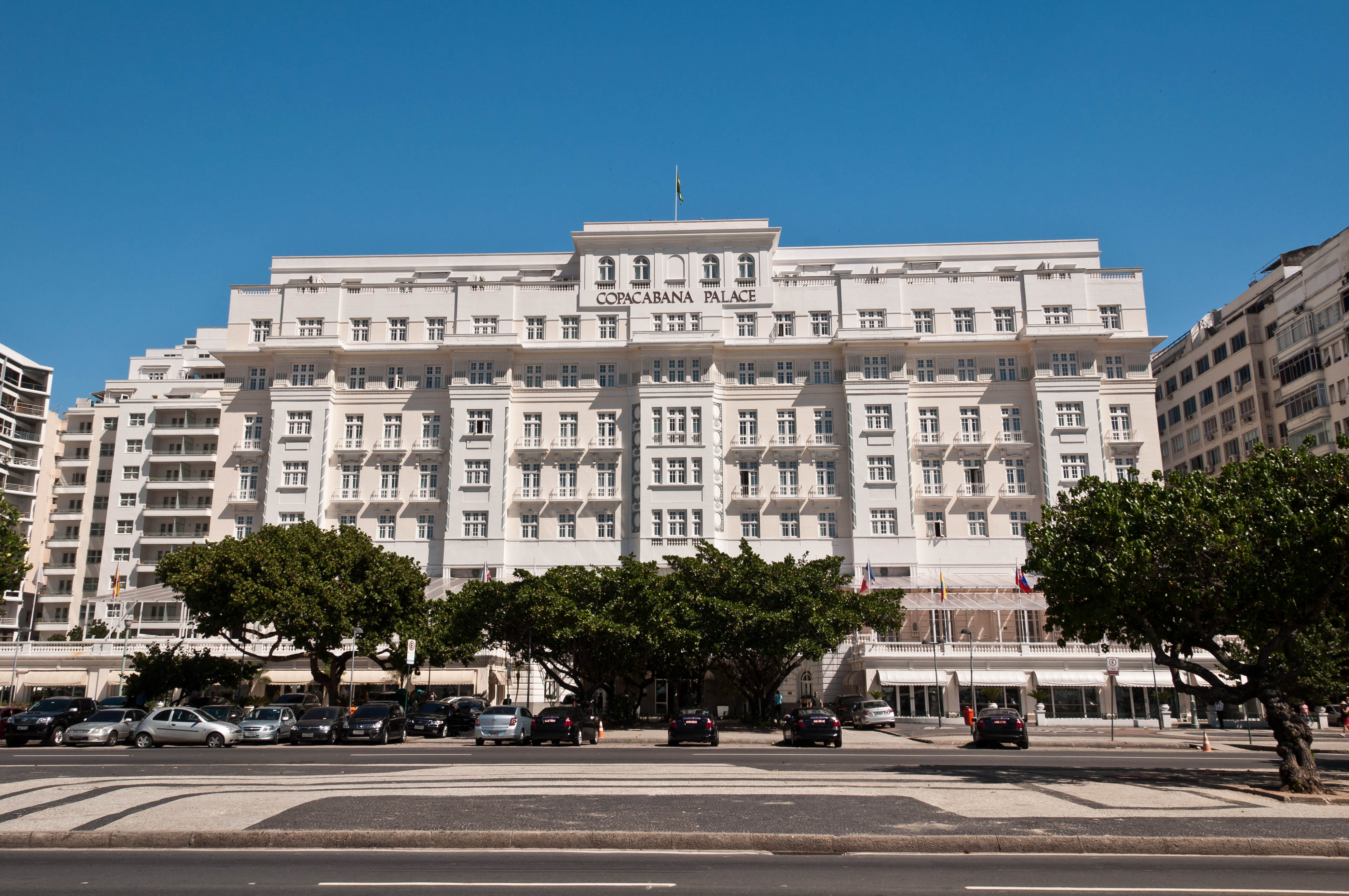
Copacabana Palace, il miglior hotel del Sud America, a Rio de Janeiro.

La rappresentatività del settore terziario (commercio e servizi) è stata del 75,8% del PIL del paese nel 2018, secondo IBGE. Il settore servizi era responsabile del 60% del PIL e commercio era responsabile del 13%. Copre una vasta gamma di attività: commercio, alloggio e cibo, trasporti, comunicazioni, servizi finanziari, attività immobiliari e servizi forniti ad aziende, pubblica amministrazione (pulizia urbana, fognatura, ecc.) E altri servizi come istruzione, servizi sociali e sanitari, ricerca e sviluppo, attività sportive, ecc., in quanto costituito da attività complementari ad altri settori.
Microimprese se piccole imprese rappresentano il 30% del PIL del paese. Nel settore commerciale, ad esempio, rappresentano il 53% del PIL all'interno delle attività del settore.
Nel 2017, il numero di persone impiegate in attività commerciali in Brasile è stato di 10,2 milioni di persone (74,3% nel commercio al dettaglio, 17,0% nel commercio all'ingrosso e 8,7% nel commercio di veicoli, parti e motocicli). Il numero di imprese commerciali era di 1,5 milioni e il numero di negozi era di 1,7 milioni. L'attività commerciale nel paese ha generato un reddito operativo netto di 3,4 miliardi di R $ (reddito lordo meno detrazioni, come annullamenti, sconti e tasse) e 583,7 miliardi di R $ di valore aggiunto lordo. Il margine commerciale (definito dalla differenza tra il reddito netto da rivendita e il costo dei beni venduti) ha raggiunto R $ 765,1 miliardi nel 2017. Di questo totale, il commercio al dettaglio è stato responsabile del 56,4%, il commercio all'ingrosso del 36,0% e il commercio di autoveicoli, ricambi e motocicli del 7,6%. Nel risultato operativo netto del 2017, il commercio al dettaglio ha avuto il 45,5%, il commercio all'ingrosso il 44,6% e il settore automobilistico con il 9,9%. Tra i gruppi di attività commerciali, Ipermercati e Supermercati hanno avuto il 12,5%; il commercio all'ingrosso di carburanti e lubrificanti ha avuto l'11,3%; il commercio al dettaglio e all'ingrosso di prodotti alimentari, bevande e tabacco ha avuto rispettivamente il 4,8% e l'8,4%; commercio di autoveicoli, 6,1%; il commercio all'ingrosso di macchine, dispositivi e attrezzature, comprese le tecnologie dell'informazione e della comunicazione, ha avuto il 3,7%.

## Trasporti

Sistema stradale in Brasile, con autostrade evidenziata in rosso.

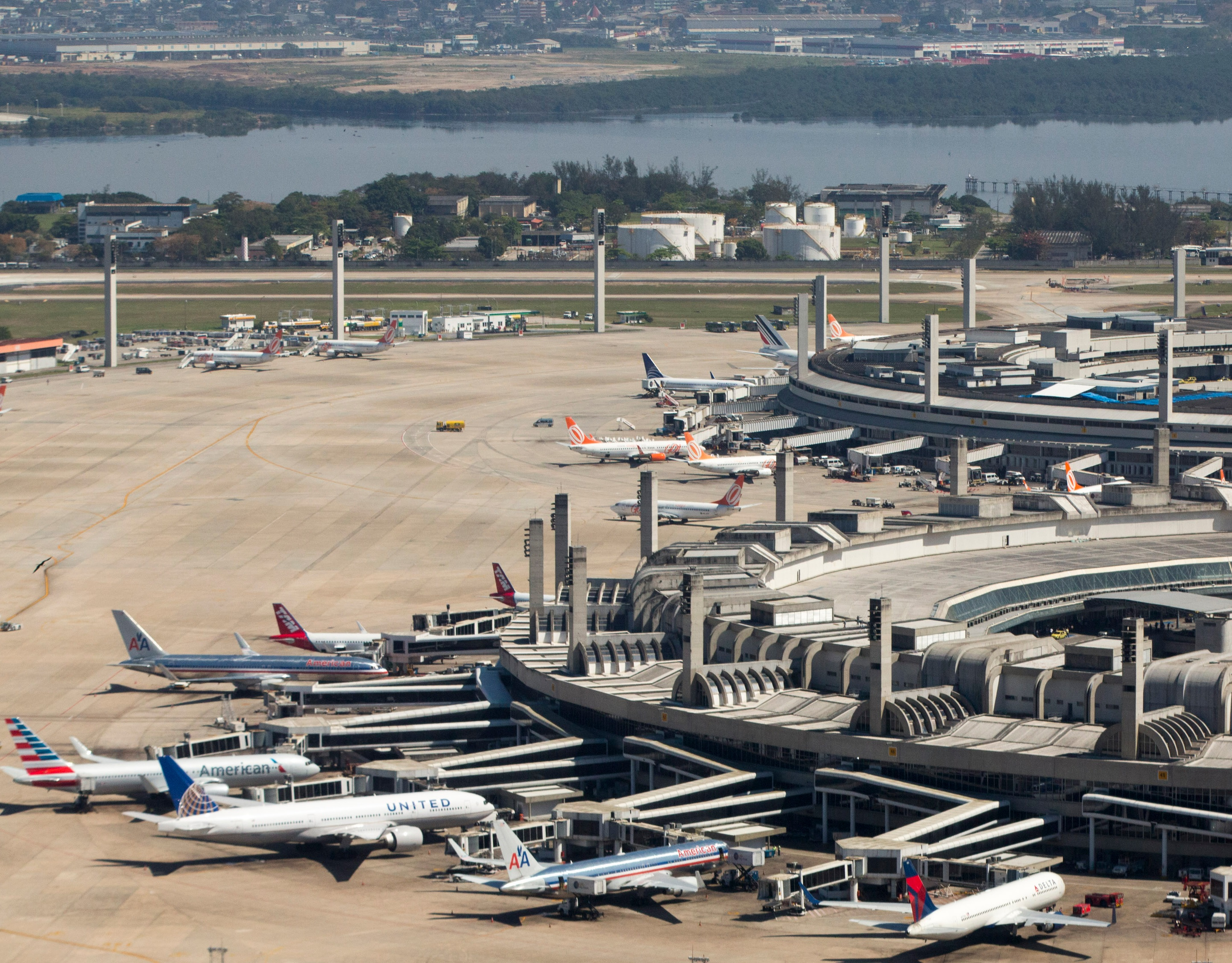
Aeroporto internazionale di Rio de Janeiro

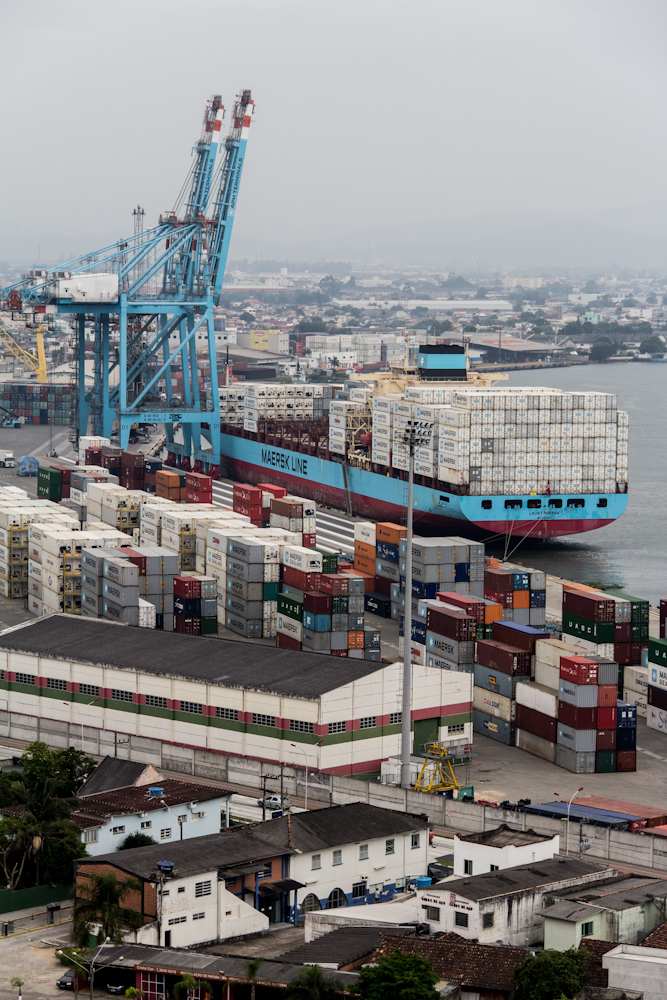
Porto di Itajaí, Santa Catarina, Brasile

- Reti autostradali: 17.000 km.
- Reti stradali: 1.700.000 km.
- Reti ferroviarie: 31.379 km.
- Reti navigabili interne: 50.000 km.

Il trasporto in Brasile è sostanzialmente effettuato in modalità autostrada, la più sviluppata della regione. Esiste anche una notevole infrastruttura di porti e aeroporti. Il settore ferroviario e fiume, sebbene abbia un potenziale, viene solitamente trattato in modo secondario.
Il Brasile ha più di 1,7 milioni di chilometri di strade, di cui 215.000 km asfaltati e circa 17.000 km strade divise. Le due autostrade più importanti del paese sono BR-101 e BR-116. Il Brasile è il paese dell'America Latina con il maggior numero di autostrade impiantate, asfaltate e duplicate.
A causa delle Cordigliera delle Ande, Rio delle Amazzoni e Foresta Amazzonica, ci sono sempre state difficoltà nell'attuare strade transcontinentali o bi-oceaniche. Praticamente l'unica rotta che esisteva era quella che collegava il Brasile con Buenos Aires, in Argentina e poi con Santiago, in Cile. Tuttavia, negli ultimi anni, con gli sforzi congiunti dei paesi, hanno iniziato a emergere nuove rotte, come Brasile-Perù (Carretera Interoceánica), e una nuova autostrada tra Brasile, Paraguay, Argentina settentrionale e Cile settentrionale (Corridoio Bioceanico). Queste autostrade facilitano l'esportazione dai porti del Pacifico verso i paesi asiatici.
Ci sono più di 2.000 aeroporti in Brasile. Il paese ha il secondo più grande numero di aeroporti al mondo, dietro solo agli Stati Uniti. L'Aeroporto di San Paolo-Guarulhos, situato nella regione metropolitana di San Paolo, è il più grande e il più trafficato del paese: l'aeroporto collega San Paolo con praticamente tutte le principali città del mondo. Il Brasile ha 44 aeroporti internazionali, come Rio de Janeiro, Brasilia, Belo Horizonte, Porto Alegre, Florianópolis, Cuiabá, Salvador, Recife, Fortaleza, Belém e Manaus, tra gli altri. I 10 aeroporti più trafficati del Sud America nel 2017 sono stati: San Paolo-Guarulhos (Brasile), Bogotá (Colombia), San Paolo-Congonhas (Brasile), Santiago (Cile), Lima (Perù), Brasilia (Brasile), Rio di Janeiro. (Brasile), Buenos Aires-Aeroparque (Argentina), Buenos Aires-Ezeiza (Argentina) e Minas Gerais (Brasile).
In relazione ai porti, il Brasile ha alcuni dei porti più trafficati del Sud America, come Porto di Santos, Porto di Rio de Janeiro, Porto di Paranaguá, Porto di Itajaí, Porto di Rio Grande e Porto di Suape. I 15 porti più attivi del Sud America sono: Porto di Santos (Brasile), Porto di Bahía de Cartagena (Colombia), Callao (Perù), Guayaquil (Ecuador), Buenos Aires (Argentina), San Antonio (Cile), Buenaventura (Colombia), Itajaí (Brasile), Valparaíso (Cile), Montevideo (Uruguay), Paranaguá (Brasile), Rio Grande (Brasile), São Francisco do Sul (Brasile), Manaus (Brasile) e Coronel (Cile).
La rete ferroviaria brasiliana ha un'estensione di circa 30.000 chilometri. Fondamentalmente è utilizzato per il trasporto di minerali. Il trasporto ferroviario di passeggeri a lunga percorrenza è praticamente inesistente in quanto può funzionare solo attraverso sovvenzioni, come avviene in Europa.
Tra i principali rotte navigabili brasiliani, due spiccano: Corso d'acqua Paraná-Tieté (che ha una lunghezza di 2.400 km, 1.600 nel fiume Paraná e 800 km nel fiume Tietê, prosciugando la produzione agricola dagli stati di Mato Grosso, Mato Grosso do Sul, Goiás e parte di Rondônia, Tocantins e Minas Gerais) e Corso d'acqua Solimões-Amazonas (ha due sezioni: Solimões, che va da Tabatinga a Manaus, con circa 1600 km, e Amazonas, che si estende da Manaus a Belém, con 1650 km. Quasi tutto il trasporto di passeggeri dalla pianura amazzonica viene effettuato da questa via d'acqua, oltre a praticamente tutto il trasporto di merci che va al principali centri regionali di Belém e Manaus). In Brasile, questo trasporto è ancora sottoutilizzato: le sezioni più importanti delle vie navigabili interne, dal punto di vista economico, si trovano nel sud-est e nel sud del Paese. Il suo pieno utilizzo dipende ancora dalla costruzione di chiuse, grandi lavori di dragaggio e, principalmente, dai porti che consentono l'integrazione intermodale.

## Turismo

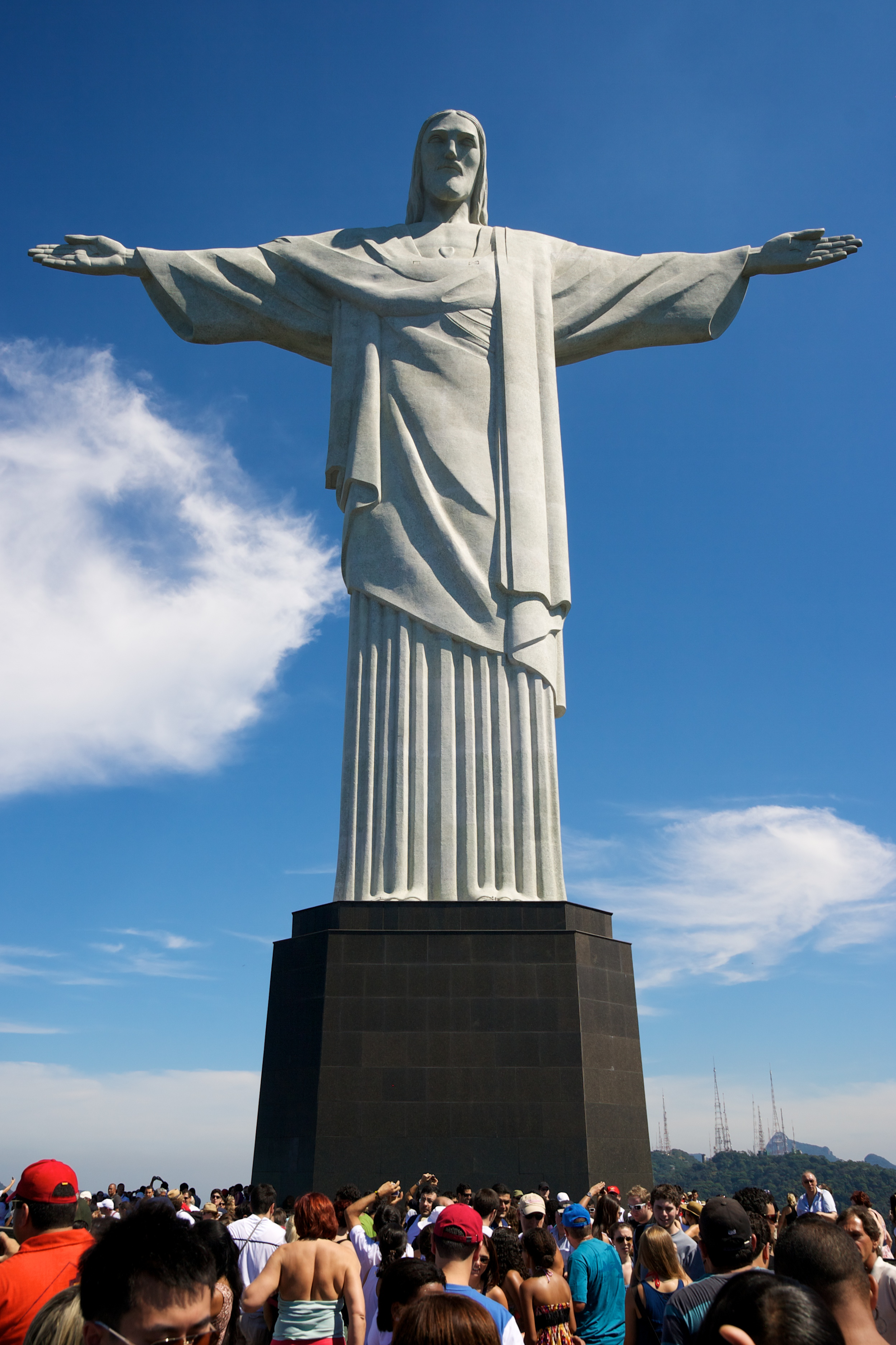
Cristo Redentore, a Rio de Janeiro

Nella lista delle destinazioni turistiche mondiali, nel 2018, il Brasile è stato il 48º Paese più visitato, con 6,6 milioni di turisti (e ricavi per 5,9 miliardi di dollari).
I ricavi di turismo nel paese nel 2019 sono stati pari a 238,6 miliardi di R $. Il sud-est ha rappresentato il 61,6% del reddito del settore turistico, con 147 miliardi di R $, di cui 96,7 miliardi di R $ solo a San Paolo. Rio de Janeiro, seconda per vendite, ha ottenuto 25,5 miliardi di R $. Minas Gerais ha presentato vendite per 19,2 miliardi di R $. Il Sud ha partecipato con il 15,9% (R $ 37,9 miliardi), mentre il Nordest è stato responsabile del 12,6% (R $ 30 miliardi). Midwest (6,9%, R $ 16,5 miliardi) e Nord (3,0%, R $ 7,3 miliardi) completano il quadro. La ristorazione e i segmenti correlati (53,3%), il trasporto passeggeri (26%) e l'alloggio e i settori correlati (11%) sono stati responsabili del 90% delle vendite del turismo, con un valore di circa 216 miliardi di R $. Oggi sono 2,9 milioni i lavoratori del settore, il 67% dei quali lavora in vitto e alloggio.
I maggiori paesi da cui provengono i turisti in visita in Brasile sono stati, nel 2019: Argentina (1,9 milioni), USA (590 mila), Paraguay (406 mila), Cile (391 mila), Uruguay (364 mila), Francia (257 mila), Germania (206 mila), Italia (182 mila), Portogallo (176 mila), Regno Unito (163 mila), tra gli altri.
Le 15 città più visitate dai turisti internazionali nel 2019::
- Rio de Janeiro
- Florianópolis
- Foz do Iguaçu (ecoturismo, turismo di ricreazione e shopping al confine del paese con il Paraguay)
- San Paolo (la città è anche la città principale del paese per il turismo d'affari)
- Búzios
- Salvador
- Bombinhas
- Angra dos Reis
- Balneário Camboriú
- Paraty
- Ipojuca
- Natal
- Cairu
- Fortaleza
- Itapema

Altri poli turistici:
- Ouro Preto (turismo storico)
- Bonito (ecoturismo)
- Gramado (turismo di alto livello per il turismo interno in Brasile)
- Campos do Jordão (turismo di alto livello per il turismo interno in Brasile)
- Ubatuba (turismo di ricreazione)
- Arraial do Cabo (turismo di ricreazione)
- Guarapari (turismo di ricreazione)
- Guarujá (turismo di ricreazione)
- Caldas Novas (turismo di ricreazione)
- Aparecida (turismo religioso)
- Bento Gonçalves (enoturismo}
- Pantanal (ecoturismo)

Parchi nazionali:
Cascate di Iguazu, Lençois Maranhenses, Chapada Diamantina, Parco Marino Fernando de Noronha, Itatiaia, Serra da Capivara, Jericoacoara, Monte Pascoal, Monte Roraima, Pau Brasil, Tijuca, Serra dos Órgãos, Sete Cidades, Serra da Canasta, Ubajara, Pico da Neblina, Vale do Catimbau, Chapada dos Guimarães.

## Esportazioni

Esportazioni dal Brasile nel 2019 (in inglese)

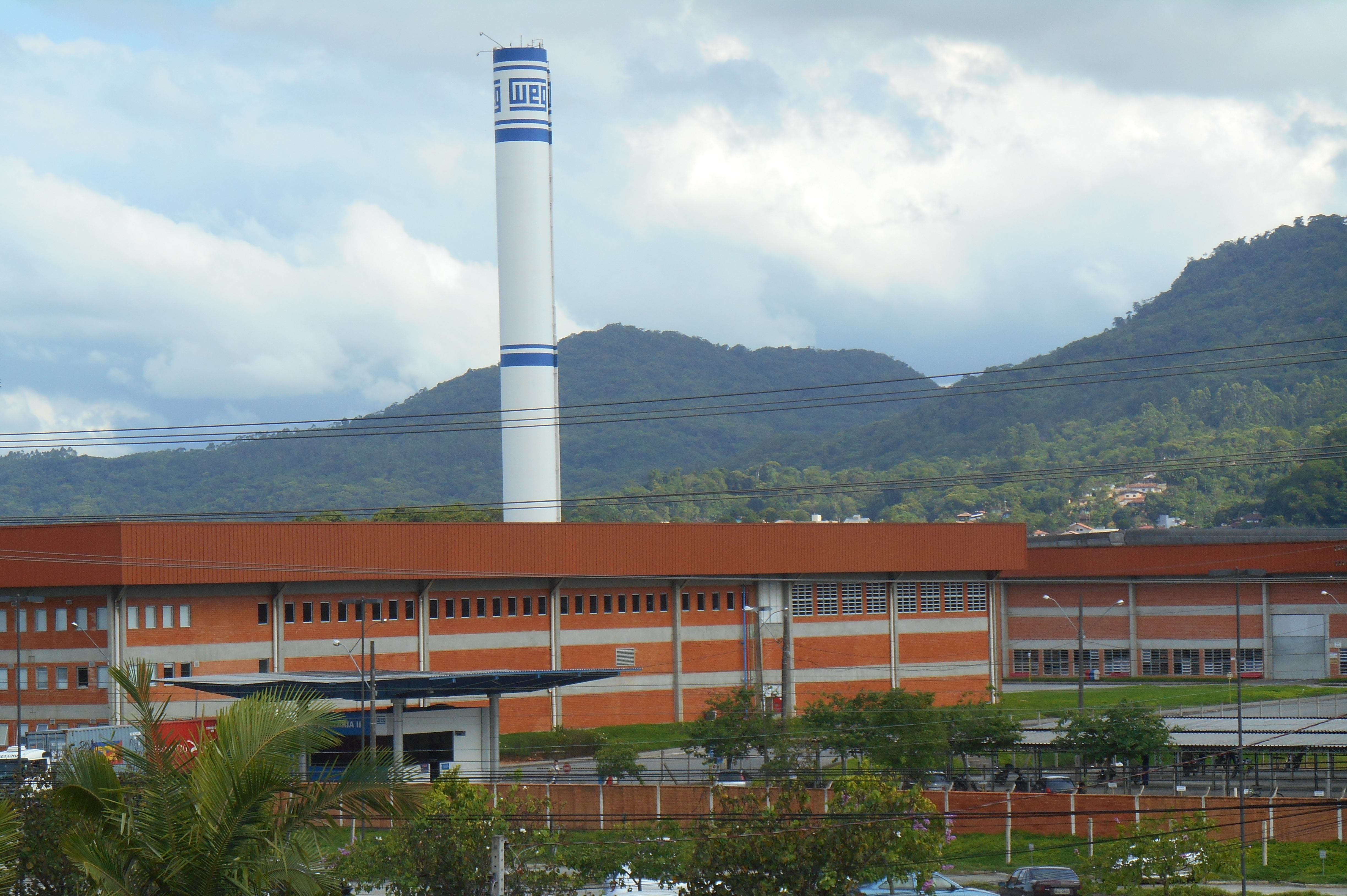
WEG, uno dei maggiori produttori mondiali di apparecchiature elettriche.

Stati Uniti 17,8%, Argentina 8,5%, Cina 6,1%, Paesi Bassi 4,2%, Germania 4,1% (2006).
Il Brasile è stato il 27 ° esportatore mondiale nel 2019, con l'1,2% del totale mondiale.
Nel 2019, il Brasile ha esportato quasi $ 225 miliardi e importato $ 177 miliardi, con un surplus di $ 48 miliardi. I primi dieci prodotti di esportazione del paese sono stati:
- Soia - rappresentavano il 12% delle esportazioni del paese, per un valore di 26 miliardi di dollari.
- Petrolio - 11% delle esportazioni, per un valore vicino ai 24 miliardi di dollari.
- Minerale di ferro - Quasi il 10% delle esportazioni brasiliane, per un valore di $ 22 miliardi.
- Cellulosa - 3,4% delle esportazioni, per un valore di 7,5 miliardi di dollari.
- Mais - 3,3% delle esportazioni nazionali, per un valore di 7,3 miliardi di dollari.
- Manzo - Quasi il 3% delle esportazioni brasiliane, per un totale di 6,5 miliardi di dollari.
- Carne di pollo - 2,8% delle esportazioni del paese, per un valore di 6,3 miliardi di dollari.
- Farina di soia - 2,6% delle esportazioni brasiliane, del valore di $ 5,8 miliardi.
- Zucchero - 2% delle esportazioni, valutato a $ 4,6 miliardi.
- Caffè - 2% delle esportazioni, per un valore di 4,5 miliardi di dollari.[113][114]

Nella produzione generale, il paese ha esportato 5,8 miliardi di dollari durante l'anno. Il paese esporta anche cotone, tabacco, succo d'arancia, scarpe, aeroplani, elicotteri, automobili, parti di veicoli, oro, etanolo, ferro semilavorato, tra gli altri.
I principali paesi verso i quali il Brasile esporta nel 2019 sono stati:
- Cina - 63,4 miliardi di dollari
- Stati Uniti - 29,7 miliardi di dollari
- Paesi Bassi - $ 10,1 miliardi
- Argentina - $ 9,8 miliardi
- Giappone - $ 5,4 miliardi
- Cile - $ 5,2 miliardi
- Messico - $ 4,9 miliardi
- Germania - $ 4,7 miliardi
- Spagna - $ 4 miliardi
- Corea del Sud - 3,4 miliardi di dollari.[113]

Il modello di esportazione del paese, fino ad oggi, è eccessivamente basato sulle esportazioni di prodotti di base o semilavorati, il che attira le critiche, in quanto tale modello genera poco valore monetario, il che impedisce la continua crescita del paese a lungo termine. Diversi fattori sono all'origine di questo problema, i principali sono: l'eccessiva riscossione delle tasse sulla produzione (a causa del modello economico e legislativo del paese basato sul capitalismo di stato e non sul capitalismo del libero scambio) , mancanza o insufficienza di infrastrutture (mezzi di trasporto come strade, ferrovie e porti insufficienti o deboli per le esigenze del paese, scarsa logistica ed eccessiva burocrazia) per l'esportazione, costi di produzione elevati (energia costosa, carburante costoso, manutenzione costosa dei camion , alti tassi di credito e finanziamento bancario per la produzione, alti tassi di esportazione), bassa efficienza del lavoro brasiliano, mancanza di politica industriale, mancanza di attenzione al valore aggiunto, mancanza di aggressività nei negoziati internazionali, oltre alle barriere tariffarie abusive imposte da altri paesi sulle esportazioni del paese. Per questo il Brasile non è mai stato molto importante nel commercio internazionale. A causa delle sue dimensioni e del suo potenziale, potrebbe essere tra i primi 10 esportatori al mondo, ma la sua partecipazione alle transazioni commerciali globali è in genere solo dello 0,5-2%. Dei dieci prodotti che il Brasile esporta di più e che generano più valore, otto provengono dall'agroindustria. Sebbene ancora modeste, le esportazioni del paese si sono evolute e sono ora più diversificate rispetto al passato. All'inizio del XX secolo, il 70% delle esportazioni brasiliane era limitato al caffè. Nel complesso, tuttavia, il commercio mondiale concentra ancora le sue poche esportazioni su prodotti a bassa tecnologia (principalmente prodotti agricoli).

## Importazioni
Numeri per il 2021:
- Cina - $ 47,6 miliardi
- Stati Uniti - $ 39,3 miliardi
- Argentina - $ 11,9 miliardi
- Germania - $ 11,3 miliardi
- India - $ 6,7 miliardi
- Russia - $ 5,7 miliardi
- Italia - $ 5,4 miliardi
- Giappone - $ 5,1 miliardi
- Corea del Sud - $ 5,1 miliardi.
- Francia - $ 4,8 miliardi.[116]

## Distribuzione della ricchezza

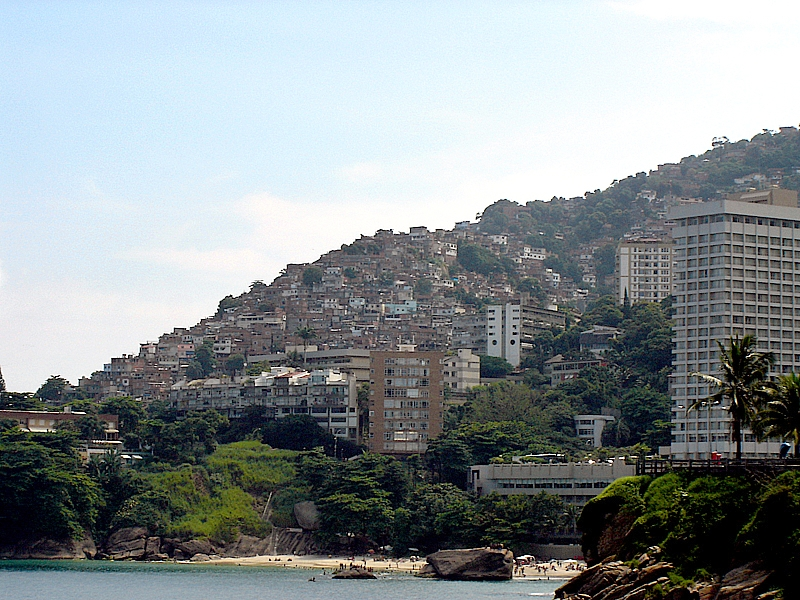
Vidigal, una favela di Rio de Janeiro

Il 7,63% dei brasiliani vive sotto la linea di povertà. La popolazione povera vive, soprattutto, nelle favelas delle grandi città e nelle regioni più povere del Brasile (il Nord e il Nord-est). Il Brasile è un paese di contrasti tra ricchi e poveri. Molte città nelle regioni Sud e Sud-est hanno un elevato sviluppo sociale. Per esempio, la città di São Caetano do Sul, nello stato di San Paolo, ha un Indice di sviluppo umano di 0,982, superiore a quello del Portogallo (0.920); di contro, la città di Manari, nello stato del Pernambuco, ha un ISU di 0,550, lo stesso della Tanzania, nell'Africa.
Ci sono anche differenze razziali: i brasiliani di origine europea o asiatica sono più ricchi di quelli di origine africana. Un brasiliano nero guadagna la metà della retribuzione di un bianco. I neri e i meticci sono 65% della popolazione povera e i bianchi 35%.

## Storia recente

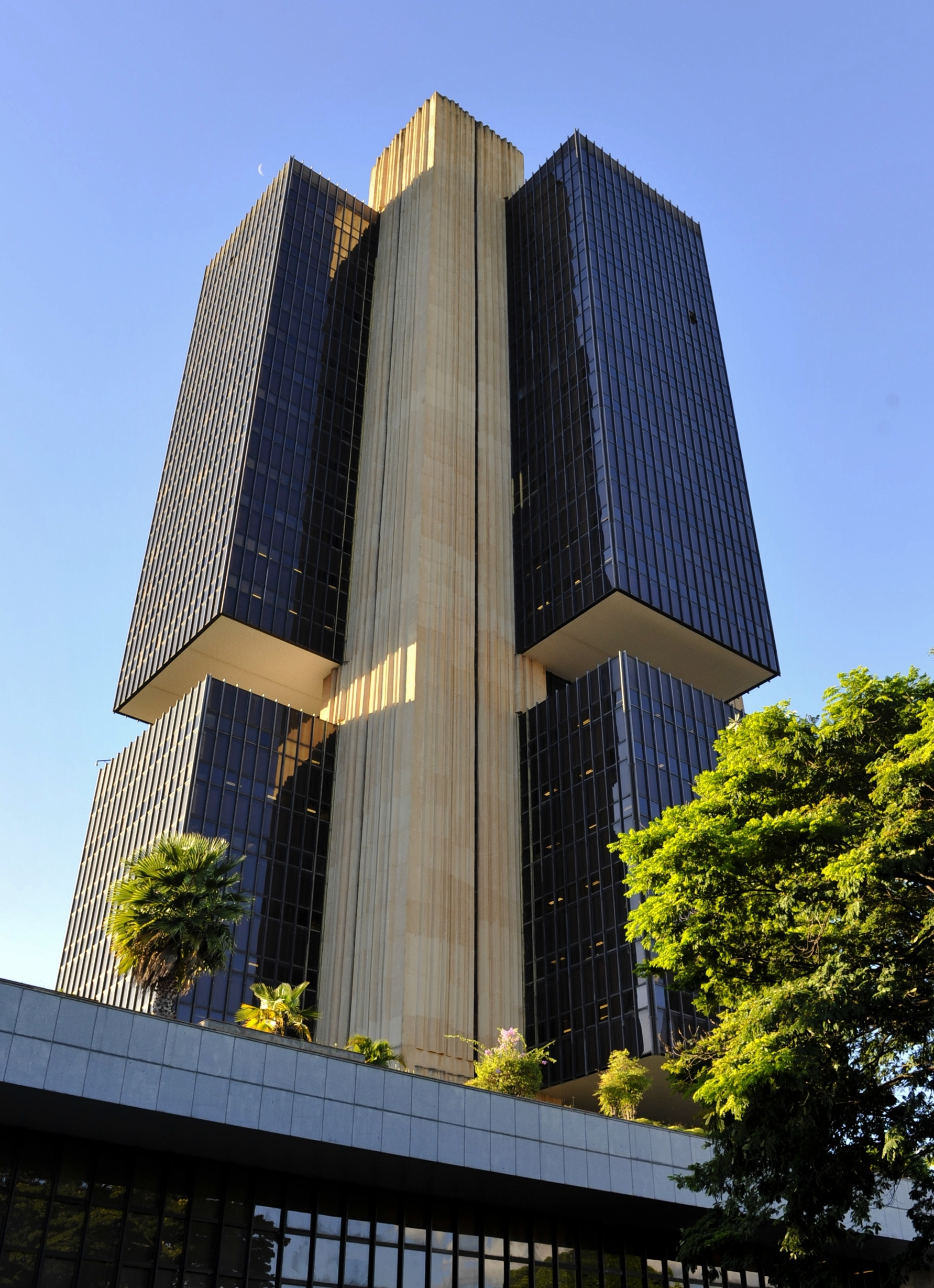
Banca Centrale del Brasile

Il Brasile è annoverato tra i cosiddetti BRICS (Brasile, Russia, India, Cina, Sudafrica).
Nel periodo 2003-2006 il Brasile ha avuto una crescita economica del 3,3%, in confronto ad una media per i paesi sviluppati del 7,3%. Il trasporto via mare è strategico ma molti scali sono strutturalmente obsoleti. Le strade e i quartieri residenziali delle grandi città sono abnormemente sviluppati in rapporto alle esigenze funzionali collettive. Gli interventi pubblici sono stati sovrabbondanti per ispirazione grandiosa ma hanno avuto poca sintonia con le possibilità di sviluppo. Il paese tende ad una forte urbanizzazione, e il costo del lavoro è appetibile per gli investimenti esteri. La burocrazia è da riformare anche al fine di favorire ulteriormente gli investimenti. Il nuovo corso è foriero di un futuro prossimo che crea molte aspettative positive.
I programmi non si sono aggiornati alle esigenze di mercato: in Brasile l'autorità centrale interviene sempre con iniziative di programma unilaterale. Tuttavia le grandi possibilità nelle forniture di biocombustibili, soia e minerali mantengono alto l'interesse per il paese. Nel 2006 gli investimenti sono cresciuti del 7% e i salari dell'8%. Gli ostacoli alla liberalizzazione dell'economia continuano ad essere forti in un contesto internazionale favorevole ad eliminarli.
A partire dal 2006 l'economia ha ripreso a crescere con rinnovato vigore (tra il 7-8%). Nell'industria petrolifera, Petrobras è in forte sviluppo, anche alla luce delle recenti scoperte di giacimenti sottomarini "Pre-Salt" (valutato dai 60 ai 100 miliardi di barili petroliferi nella piattaforma sottomarina al largo del litorale nazionale) che potrebbero fare del Brasile la quarta o quinta potenza esportatrice di gas e greggio in un decennio.
Inoltre è il terzo produttore mondiale nel campo dell'aeronautica di trasporto civile con la sua Embraer. Rimane ancora gravosa la lotta alla povertà nonostante la "Bolsa Família" (aiuto economico di sussistenza alle famiglie povere) che ha contribuito enormemente a migliorare il livello qualitativo di oltre 38 milioni di persone, una percentuale tuttavia non elevata rispetto ai circa 194 milioni di abitanti del paese.
Il Brasile rimane uno dei paesi più disuguali al mondo. Ma un po' meno di prima. Tra il 2003 e il 2010, i redditi dei più poveri del 10% sono cresciuti dell'8% all'anno: molto più rapidamente dell'economia e dei redditi dei più ricchi del 10% (+1,5%). L'aliquota fiscale è molto elevata per i beni e i servizi e bassa per il reddito e la ricchezza. Le famiglie con redditi equivalenti a meno di due salari minimi spendono in media il 46% del loro reddito per le imposte indirette.

## Settore finanziario
L'82% del mercato locale è oligopolio di cinque grandi gruppi:Itau-Unibanco, Bradesco, Banco do Brasil,Caixa Economica Federal e Santander.
Nonostante una fiscalità vantaggiosa per il settore finanziario che tra l'altro ha soppresso la tassazione su utili e dividendi,è praticamente impossibile aprire una nuova banca in Brasile.
Il sistema bancario risulta colluso con il sistema politico sia per i costi esorbitanti delle campagne elettorali sia per la diffusa corruzione che movimenta considerevoli capitali poco trasparenti.